# Dystrykt Abbottabad
Dystrykt Abbottabad (urdu: ایبٹ آباد) – jednostka administracyjna drugiego szczebla w prowincji Chajber Pasztunchwa w Pakistanie, położona około 50 km na północny wschód od Islamabadu ze stolicą w mieście Abbottabad.
Odkryto tu inskrypcje naskalne z III wieku p.n.e. związane z panowaniem hinduskiego władcy Aśoki z dynastii Maurjów. Znaleziono tu też monety greko-baktryjskie, co wskazuje na istnienie ludzkiego osadnictwa w tym rejonie w pierwszym stuleciu p.n.e. Teren dystryktu Abottabad był często przemierzany i podbijany przez różne narody i plemiona, nierzadkie były tu konflikty zbrojne. W przeszłości mieszkali tu licznie Hindusi, a po podboju Indii przez Brytyjczyków przybywać też zaczęli Sikhowie.
Dystrykt Abbottabad w czasach brytyjskich był częścią większej jednostki administracyjnej – dystryktu Hazara. Miał wówczas status "tehsil" i określany był w roku 1908 jako obszar położony pomiędzy 33°49' a 34°22' szerokości geograficznej północnej oraz 72°55' i 73°31' długości geograficznej wschodniej, zajmujący powierzchnię 715 mil kwadratowych (1850 km²), ograniczony przez rzekę Dźhelam (Jhelum), dzielącą go od Pendżabu, obejmujący część dolin rzek Dor i Haro (Harroh) i porośnięte lasami góry na północy i północnym wschodzie. W 1891 region ten zamieszkiwało 175 735 osób, a dziesięć lat później – 194 632. Na początku XX wieku główne miejscowości tego regionu to miasta Abbottabad (na pocz. XX wieku zamieszkałe przez 7764 osób) i położone 5 km na wschód od niego Nawanshehr (na pocz. XX wieku zamieszkałe przez 4114 osób); na terenie ówczesnego tehsilu Abbottabad znajdowało się ponadto 359 wsi.
Angielska nazwa Abbottabad pochodzi od nazwiska XIX-wiecznego indyjskiego (z czasów Indii Brytyjskich) generała, kawalera Orderu Łaźni, sir Jamesa Abbotta, który w latach 1849-1853 był (wówczas w stopniu majora) pierwszym wicekomisarzem dystryktu Hazara.
Po uzyskaniu przez Indie i Pakistan niepodległości i w związku z indyjsko-pakistańskim sporem o Kaszmir, w dystrykcie tym znajdowały się bazy bojowników islamskich walczących głównie w Kaszmirze.
Dawny Dystrykt Hazara podzielony został na mniejsze dystrykty: Abbottabad, Mansehra, Kohistan, Haripur i Batagram. Nowy dystrykt Abbottabad składa się z dwóch tehsilów: Abbottabad oraz Havelian. Dystrykt Abbottabad liczy 1967 km² i w 1981 r. zamieszkany był przez 647 635 osób, a w 1998 – przez 880 666 mieszkańców, którzy pochodzenie swoje identyfikują z rozlicznymi różnymi narodami i plemionami, wśród nich: pasztuńskimi Jadoonami, Swati, Tanoli i Utmanzai, arabskimi Awanami, a także z potomkami Abbasydów, z Karalalami, uznającymi się za potomków Aleksandra Wielkiego, i innymi.